# Cantone di Tence
Il Cantone di Tence era una divisione amministrativa dell'Arrondissement di Yssingeaux.
A seguito della riforma approvata con decreto del 17 febbraio 2014, che ha avuto attuazione dopo le elezioni dipartimentali del 2015, è stato soppresso.

## Composizione
Comprendeva 6 comuni:
- Le Chambon-sur-Lignon
- Chenereilles
- Le Mas-de-Tence
- Mazet-Saint-Voy
- Saint-Jeures
- Tence